# Kurt Van Dooren
Kurt Van Dooren (nascido em 03 de agosto de 1978) é um futebolista belga que joga atualmente no K.S.K. Heist.

## Nota
- Este artigo foi inicialmente traduzido, total ou parcialmente, do artigo da Wikipédia em inglês cujo título é «Kurt Van Dooren», especificamente desta versão.